# Prosper de Vynck
Prosper de Vynck († Brugge, 1674) was prior van de abdij van de Eekhoute en dichter.

## Levensloop
Prosper de Vynck werd rooms-katholiek priester en trad in bij de augustijnen van de Eekhouteabdij, waarvan hij prior werd. Daarnaast werd hij bekend als rederijker-dichter. Hij vertaalde ook een boek geschreven door burgemeester Vincent Stochove met het relaas van zijn reis naar het Heilig Land.

## Publicaties
- Duyfkens ende Willemijnkens. Pelgrimage tot haren beminden, binnen Jerusalem, door Boëtius à Bolswert, in ryme ghestelt ende vergroot door P. de Vynck, Antwerpen, H. Aertssens, 1641.
- Wekelyck vermaeck, geseyt Evangelischen Raedsman, by maniere van t'samen-spraecke in dewelcke den Geest onderricht het vleesch (...), Brugge, Nicolaes Breyghel, 1645.

Nederlandse vertalingen:
- Het Bereysde Oosten, vertaling van Voyage de Vincent Stochove, Brugge, Van der Meulen, Brugge, 1658, tweede druk 1681.
- Othoman, vertaling van Othoman ou abrégé des vies des empereurs turcs depuis Othomaqn I jusqu'à Mohamed IV, gevoegd bij de herdruk van het Bereysde Oosten, in 1681.